# Chloriona glaucescens
Chloriona glaucescens är en insektsart som beskrevs av Franz Xaver Fieber 1866. Chloriona glaucescens ingår i släktet Chloriona och familjen sporrstritar. Arten är reproducerande i Sverige. Inga underarter finns listade i Catalogue of Life.